# Heřmanov (vojenský újezd Hradiště)
Heřmanov (německy Hermannsdorf) je zaniklá vesnice ve vojenském újezdu Hradiště v okrese Karlovy Vary. Stával v Doupovských horách asi šest kilometrů východně od Velichova v nadmořské výšce okolo 660 metrů.

## Název
Název vesnice je odvozen z osobního jména Heřman ve významu Heřmanova ves. V historických pramenech se objevuje ve tvarech: hermstorfu (1544), Herrens Dorff (1654), Hermersdorf (1785), Hermannsdorf (1847) a Hermersdorf (1854).

## Historie
První písemná zmínka o Heřmanově je z roku 1544, kdy byla vesnice se clem uvedena v obnovených zemských deskách jako dědictví Anny ze Žďáru. V roce 1625 ve vsi zemřelo 71 lidí na mor, ale vesnice byla znovu osídlena. Po třicetileté válce v Heřmanově podle berní ruly z roku 1654 žilo jedenáct sedláků, dva chalupníci a jeden poddaný bez pozemků. Jeden ze sedláků pracoval také jako tesař, ale hlavním zdrojem obživy byl chov dobytka a pěstování žita.
Adresář z roku 1914 v Heřmanově uvádí dva obchody, hostinec, obchod s potravinami, trafiku a obchod s vejci a máslem. Řemeslo provozovali řezník, tři tesaři a tři zedníci. V roce 1924 ve vsi bývala také jednotřídní škola. Pošta a sídlo farnosti byly v Tocově. Po druhé světové válce došlo k vysídlení Němců, a roku 1947 tak ve vsi žilo jedenáct obyvatel. Heřmanov zanikl vysídlením v důsledku zřízení vojenského újezdu během první etapy rušení sídel. Úředně byla vesnice zrušena k 15. červnu 1953.

## Přírodní poměry
Heřmanov stával v katastrálním území Doupov u Hradiště v okrese Karlovy Vary, asi pět kilometrů jihovýchodně od Jakubova. Nacházel se v nadmořské výšce okolo 660 metrů v malém údolí na jihozápadním úbočí vrchu Složiště (778 metrů). Oblast leží v centrální části Doupovských hor, konkrétně v jejich okrsku Jehličenská hornatina. Půdní pokryv tvoří kambizem eutrofní. V místech zaniklé vesnice pramení potok Lomnice.
V rámci Quittovy klasifikace podnebí stál Heřmanov v chladné oblasti CH7, pro kterou jsou typické průměrné teploty −3 až −4 °C v lednu a 15–16 °C v červenci. Roční úhrn srážek dosahuje 850–1000 milimetrů, sníh zde leží 100–120 dní v roce. Mrazových dnů bývá 140–160, zatímco letních dnů jen 10–30.

## Obyvatelstvo
Při sčítání lidu v roce 1921 zde žilo 182 obyvatel (z toho 85 mužů) německé národnosti a římskokatolického vyznání. Podle sčítání lidu z roku 1930 měla vesnice 181 obyvatel se stejnou národností a náboženskou strukturou.
|           | 1869 | 1880 | 1890 | 1900 | 1910 | 1921 | 1930 | 1950 |
| --------- | ---- | ---- | ---- | ---- | ---- | ---- | ---- | ---- |
| Obyvatelé | 194  | 186  | 171  | 180  | 170  | 182  | 181  | 1    |
| Domy      | 37   | 37   | 37   | 37   | 38   | 38   | 37   | 27   |

## Obecní správa
Heřmanov patříval ke žďárskému panství. Po zrušení patrimoniální správy se stal obcí. V období 1861–1880 býval osadou Tocova, ale později se stal znovu obcí. Až do zřízení vojenského újezdu patři do kadaňského okresu.

## Pamětihodnosti
Na vrchu Složiště stávala Kudlichova rozhledna a Kudlichův pomník věnovaný památce Hanse Kudlicha.